# Крістешть (Бреєшть, Ясси)
Крістешть, Крістешті (рум. Cristești) — село у повіті Ясси в Румунії. Входить до складу комуни Бреєшть.
Село розташоване на відстані 312 км на північ від Бухареста, 38 км на захід від Ясс.

## Населення
За даними перепису населення 2002 року у селі проживали 1058 осіб, з них 1057 осіб (99,9%) румунів. Усі жителі села рідною мовою назвали румунську.